# 刑事追う!
『刑事追う!』（けいじおう!）は、テレビ東京系列にて1996年4月8日から同年9月23日まで、毎週月曜21:00 - 21:54に放送された刑事ドラマである。

## 概要
本作品はテレビ東京が久々に手がけた現代劇ということもあり、映画界を代表する監督の面々が多数参加し、タイトルバック演出を市川崑が手がけるなど、非常に大掛かりな製作体制が敷かれた。

### 特徴
本作品では、主人公である一匹狼（沢木）と堅物（馬島）の同期の刑事コンビの活躍を追うだけではなく、容疑者、目撃者に関係なくひとつの事件にかかわった人間たちの心を丁寧に描くという、当時の刑事ドラマとしては珍しいものとなっている。
また、通常主人公が2人の刑事物であれば2人とも同じ所属でコンビを組むいわゆる「バディもの」とするのが通例だが、沢木が共助課、馬島が捜査一課と所属を別にしており、
- 沢木・馬島が登場するエピソード（馬島班が担当する殺人など捜査一課扱い事件）
- 沢木のみが登場するエピソード（馬島とは別の班が担当する捜査一課扱い事件・捜査一課以外の課か所轄のみで担当する事件）
- 馬島のみが登場するエピソード（馬島班が担当する捜査一課扱い事件）

と大まかに3パターンに大別されるエピソードで構成することで、リアル路線を取ることにより生じる担当事件内容への制約を少なくすることを可能にした。
特に沢木の設定を「『共助課』所属で捜査本部を主とした各署・各課への増強要員担当（実在の『捜査共助課』の業務は他道府県警との捜査協力が主であるため沢木の業務は実際のものとは若干異なる）」としたことで、従来の刑事ドラマでは架空の特捜班を設定するか非リアル路線を取らなければ描けなかった範囲まで事件を担当させることが可能になっている。

## キャスト

### レギュラー
- 沢木賢太郎（警視庁刑事部 捜査共助課・警部補 40歳） - 役所広司
- 馬島直治（警視庁刑事部 捜査第一課一係・警部〈馬島班・班長〉40歳） - 布施博

### セミ・レギュラー
- 松井桜子（沢木が通う店｢錨・アンカー｣のママ） - 原田美枝子
- 馬島由美子（馬島の妻） - 渡辺典子
- 飯田警部（捜査第一課係長） - 大杉漣
- 吉岡警視（捜査第一課長） - 伊藤敏孝(初代)、中原丈雄(二代目)
- 川崎刑事（捜査共助課・巡査） - 角田英介
- 北村刑事（捜査共助課・巡査） - 野村祐人
- 横山裕介（捜査共助課） - 山口粧太
- 山村検視官（刑事部 鑑識課） - 井川比佐志
- 若林刑事（馬島班所属） - 石倉三郎
- 進藤刑事（馬島班所属） - 井上肇
- 浜崎刑事（馬島班所属） - 金子研三
- 頼近刑事（馬島班所属） - 濱近高徳
- 山田刑事（馬島班所属） - 浜田道彦
- 情報屋 - 堀勉
- 馬島大樹（馬島の息子） - 浅川昌輝
- 馬島舞（馬島の娘） - 千代田舞

## スタッフ
- プロデューサー - 佐々木彰・江津兵太（テレビ東京）、堀長文・武居勝彦（東映）
- 音楽 - 加古隆
- エンディングテーマ - M.c.A・T「One more try〜正直者（もん）のテーマ〜」
- 撮影 - 池田健策、奥村正祐、米原良次、上林秀樹、栃澤正夫、堀美臣、五十畑幸勇
- 照明 - 磯山忠雄、大須賀国男、篠崎豊治、下村一夫
- 美術 - 福澤勝広、小澤秀高、和田洋、赤塚訓
- 録音 - 渡辺典夫、柿沼紀彦、福岡修、林鑛一、佐原聡、斉藤禎一
- 編集 - 只野信也、長田千鶴子
- ビデオエンジニア - 石川友一、樫山典寿
- 助監督 - 山本伊知郎、吉野晴亮、南柱根、金佑彦
- 製作担当 - 山田光男
- プロデューサー補 - 浅附明子
- 選曲 - 秋本彰
- 音響効果 - 原尚（原田サウンド）
- タイトルバック演出 - 市川崑
- 技斗 - 西本良治郎（ジャパンアクションクラブ）
- カースタント - TA・KA
- プロップガン協力 - 旭工房
- VTR編集 - TOVIC
- 編集協力 - アビッド・ジャパン
- 技術協力 - オーエイギャザリング
- 美術協力 - 東映美術センター
- 製作 - テレビ東京、東映

## 放映リスト
| 話数 | 放送日 （1996年） | サブタイトル      | 脚本              | 監督       | ゲスト                                                                                              |
| ---- | ----------------- | ----------------- | ----------------- | ---------- | --------------------------------------------------------------------------------------------------- |
| 1    | 4月8日            | 二人の女          | 重森孝子          | 蔵原惟繕   | 粟田麗、遠藤憲一、江崎まり、本宮泰風                                                                |
| 2    | 4月15日           | 同期生            | 古内一成          | 工藤栄一   | 藤真利子、及森玲子、キモサベ・ポン太、森川数間 俊藤光利、山口将司、徳山秀典、菊池隆志               |
| 3    | 4月22日           | 裁きの日          | 日暮裕一          | 降旗康男   | 角野卓造、麻生祐未、山西道広、 大寶智子、原田清人、百地千寿                                         |
| 4    | 4月29日           | 陰画              | 扇澤延男          | 降旗康男   | 森次晃嗣、亀石征一郎、あらいすみれ、 掛田誠、加藤陵子                                               |
| 5    | 5月6日            | 闇からの ハミング | 尾西兼一          | 佐藤純彌   | 峰岸徹、鈴木和枝、近藤芳正、 六角精児、荻田佳也子                                                   |
| 6    | 5月13日           | 籠城              | 扇澤延男          | 佐藤純彌   | 倉田昇一、勝部演之、下條アトム、 前田昌代、武野功雄、久保田民絵                                     |
| 7    | 5月20日           | 警部・ 馬島直治   | 尾西兼一          | 舛田利雄   | 吉田晃太郎、宍戸勝、辰馬伸                                                                          |
| 8    | 5月27日           | 拳銃              | 宮下隼一          | 長谷部安春 | 西岡徳馬、羽場裕一、羽村英、正木蒼二、川上泳 谷村好一、長岡尚彦、高杉航大、須藤為五郎、坂田麻衣子   |
| 9    | 6月3日            | 休暇命令          | 金子裕            | 舛田利雄   | 室田日出男、丹波義隆                                                                                |
| 10   | 6月10日           | 消された 情報屋   | 扇澤延男          | 和泉聖治   | 古尾谷雅人、杉本彩、仁藤優子、菅田俊、平賀雅臣 山口仁、五野上力、二家本辰巳、長倉大介               |
| 11   | 6月17日           | 目撃証言          | 金子裕            | 松原信吾   | 石橋蓮司、中村久美、平泉成、 山口美也子、清水昭博、中丸新将                                         |
| 12   | 6月24日           | 教室の戦争        | 尾西兼一          | 松原信吾   | 石丸謙二郎、ヨースケ、服部妙子、 藤田哲也、遠藤征慈、宮野真守                                       |
| 13   | 7月1日            | 宝石と ダンベル   | 野上龍雄          | 蔵原惟繕   | 火野正平、阿藤快、並樹史朗、松田優、小川美那子                                                      |
| 14   | 7月8日            | 引き金            | 古内一成          | 蔵原惟繕   | 渡辺裕之、竹本孝之、寺島進、米山善吉、大滝明利                                                      |
| 15   | 7月15日           | 第一容疑者        | ちゃき克彰        | 澤井信一郎 | 白島靖代、宮下順子、清水宏、木村栄、 白鳥夕香、吉田晃太郎                                           |
| 16   | 7月22日           | 魔性              | 日暮裕一          | 舛田利雄   | 蜷川有紀、新井康弘、大河内浩、成清加奈子                                                            |
| 17   | 7月29日           | その妹            | 扇澤延男 舛田利雄 | 舛田利雄   | 宍戸開、伊吹剛、小島三児、初瀬かおる、森みつえ 金谷亜未子、新保あさ、小林健、佐野アツ子、野口ふみえ |
| 18   | 8月5日            | トカレフ          | 田上雄            | 出目昌伸   | 上田耕一、江頭2:50、頭師孝雄、川上学 柳ユーレイ、水木薫、大林丈史、東真司                           |
| 19   | 8月12日           | 転落              | 杉村升            | 村川透     | 鶴見辰吾、春田純一、木村多江、賀川黒之助、粟津號                                                    |
| 20   | 8月19日           | 痣                | 橋本綾            | 村川透     | （佐藤道夫「検事調書の余白」より） 本田博太郎、赤塚真人、佐藤仁哉、石橋けい、草薙仁                 |
| 21   | 8月26日           | 発砲              | 金子裕            | 長谷部安春 | 一色彩子、松下一矢、椎谷建治、 長谷部香苗、神乃毬絵、坂田雅彦                                       |
| 22   | 9月2日            | 初恋・ 地獄編     | 成島出            | 村川透     | 根岸季衣、菅原大吉、田中優樹、清水真実 濱松恵、山口あゆみ、野平ゆき、松井紀美江                     |
| 23   | 9月9日            | 秘密              | 石田芳子          | 工藤栄一   | 速水典子、速水亮、浜田晃、六平直政、 亀石征一郎、吉宮君子                                           |
| 24   | 9月16日           | 捜索願い          | ちゃき克彰        | 佐藤純彌   | 南野陽子、斉藤暁、正城慎太郎、江口尚希                                                              |
| 25   | 9月23日           | 再会              | 中岡京平 久里子亭 | 市川崑     | （オー・ヘンリー「20年後」より） 宅麻伸、笹野高史、玉井敬友、マキノ佐代子                           |

## 前後番組
| テレビ東京系 月曜21時台    | テレビ東京系 月曜21時台 | テレビ東京系 月曜21時台 |
| 前番組                     | 番組名                  | 次番組                  |
| -------------------------- | ----------------------- | ----------------------- |
| あばれ八州御用旅（再放送） | 刑事追う!               | 事件・市民の判決        |